# Tenebroides maroccanus
Tenebroides maroccanus is een keversoort uit de familie schorsknaagkevers (Trogossitidae). De wetenschappelijke naam van de soort werd in 1884 gepubliceerd door Edmund Reitter.